# ジェームズ・ステュアート (第2代ビュート伯爵)
第2代ビュート伯爵ジェームズ・ステュアート（英語: James Stuart, 2nd Earl of Bute、1690年ごろ - 1723年1月28日）は、スコットランド貴族。

## 生涯
初代ビュート伯爵ジェームズ・ステュアートと1人目の妻アグネス（サー・ジョージ・マッケンジーの娘）の息子として、1690年ごろに生まれた。
1710年6月4日に父が死去すると、ビュート伯爵位を継承した。1715年8月19日にビュートシャー統監に任命され、1715年ジャコバイト蜂起で統監としてビュート・アンド・アーガイルの民兵隊を指揮した。同年にスコットランド貴族代表議員に選出され、1723年に死去するまで務めた。1721年から1723年に死去するまで国王ジョージ1世の寝室侍従を務めた。
1723年1月28日にロンドンで死去、ビュート島ロスシーで埋葬された。息子ジョンが爵位を継承した。

## 家族
1711年2月、初代アーガイル公爵アーチボルド・キャンベルの娘アン・キャンベル（1736年10月20日没）と結婚、3男5女をもうけた。
- ジョン（1713年5月25日 - 1792年3月10日） - 第3代ビュート伯爵[1]
- メアリー（1713年ごろ - 1773年12月30日）[3] - 1729年10月31日、第3代準男爵サー・ロバート・メンジーズ（1706年ごろ - 1786年[3]）と結婚[2]
- エリザベス（1717年3月6日[2] – ?）
- ジェームズ（英語版）（1719年? – 1800年4月8日） - 政治家、外交官。1749年2月16日、第2代アーガイル公爵の娘エリザベスと結婚[4]
- アーチボルド（1728年5月30日没[5]）
- アン（1786年11月26日没） - 1736年7月、第5代フリーランドのリーヴェン卿ジェームズ・リーヴェン（1783年7月3日没）と結婚、子供あり[2][6]
- ジーン（1802年1月24日没） - ウィリアム・コートネイ（William Courtenay）と結婚、子供あり[2]
- グレース（1783年6月5日没） - ストーンフィールド卿ジョン・キャンベル（英語版）と結婚、子供あり[2]